# Oertijdmuseum
Het Oertijdmuseum (eerder De Groene Poort), in de plaats Boxtel in de Nederlandse provincie Noord-Brabant is een natuurhistorisch en geologisch museum dat paleontologische bijzonderheden, waaronder dinosauriërskeletten, toont en daarnaast educatieve activiteiten ontplooit.

## Geschiedenis
De verzameling is geleidelijk ontstaan uit een particuliere verzameling die vanaf de jaren zeventig van de twintigste eeuw is bijeengebracht door de familie Fraaije onder de naam Ammonietenhoeve. In 1983 werd de Stichting Ammonietenhoeve opgericht om een en ander een meer bestendig karakter te geven. Er werd dat jaar begonnen met de aanleg van een museum op St. Lambertusweg 4 en dit werd geregeld uitgebreid. Op 4 april 1999 werd door staatssecretaris Rick van der Ploeg een nieuw museumgebouw geopend aan de Bosscheweg 80.
In 2010 was er ongeveer duizend vierkante meter tentoonstellingsruimte. Het hoofdgebouw heeft een permanente expositie van fossielen. Daarna volgt een grote ruimte met aandacht voor het ontstaan, de radiatie en het uitsterven van de dinosauriërs. Een volgende grote ruimte laat belangrijke vondsten uit Nederlandse bodem zien, waaronder een skelet van een moderne potvis en archeologische vondsten uit de Meierij van 's-Hertogenbosch, van welk gebied ook de geologie uitgelegd wordt. Er is een museumwinkel, een klein museumrestaurant, een speeltuin en een beeldentuin die op chronologische volgorde veel uitgestorven dieren op ware grootte toont. Deze ruim vijf hectare grote Oertijdtuin dient tevens als arboretum waarin al achthonderd speciale of zeldzame boomsoorten zijn aangeplant, bij voorkeur "levende fossielen" uit groepen die al in de tijd van de dinosauriërs voorkwamen.
In 2007 werd de Dinosaurus-parade geopend, een nieuwe, twaalf meter hoge, glazen hal aan de achterzijde. Hier treft men onder meer een replica van het drieëntwintig meter lange en elf meter hoge skelet van Giraffatitan aan en verder dat van Carnotaurus, Diplodocus, Hatzegopteryx, Tarbosaurus, Stegosaurus, Deinonychus, Pteranodon en Chasmosaurus.
In 2018 werd het Oertijdmuseum uitgebreid met twee prepareerlaboratoria. Daar kan vanachter glas gezien worden hoe originele dinosauriërbotten en andere fossielen uit het gesteente gehaald worden.
In 2020 werd de Dino-werkplaats geopend. Daar wordt gewerkt aan het opstellen van echte dinosauriërskeletten.
In de periode van 2020 tot en met 2022 is er aandacht besteed aan het her-inrichten van de vaste exposities. 
Vanaf 2022 maakt het Oertijdmuseum jaarlijkse reizen naar Wyoming. Een belangrijk speerpunt is het veldwerk. 
In 2022 werd de replica Diplodocus vervangen door de langnek dinosaurus Kirby. De botten van Kirby werden in 1992 gevonden in de Amerikaanse staat Wyoming, en lagen zo'n 20 jaar lang opgeslagen in het Sauriermuseum Aathal. In 2018 werden alle botten van het skelet naar Boxtel gebracht, waar de langnek dinosaurus werd schoongemaakt en in elkaar werd gezet. Sinds 2022 staat Kirby in de Dino hal.  
In mei van 2024 werd de tentoonstelling van de Metoposaurus geopend. De botten van de Metoposaurus waren 3 jaar eerder gevonden in Krasiejów, in Polen. 
In de zomer van 2024 vond het Oertijdmuseum-team een Triceratops-schedel in Wyoming. De triceratops heeft de naam Veronika gekregen, en wordt op dit moment schoongemaakt in het prepareerlaboratorium van het museum. 
In oktober van hetzelfde jaar werd ontdekt dat de langnek dinosaurus Kirby een nieuwe dinosaurussoort bleek te zijn. De soort heeft de naam Ardetosaurus viator gekregen, dat 'in brand staande reizende hagedis' betekent. 
Begin 2025 ontving het Oertijdmuseum zijn miljoenste bezoeker. Het Oertijdmuseum krijgt jaarlijks ruim tachtigduizend bezoekers.